# Административно деление на Милано
Административното деление на град Милано включва 9 района или кметства (на итал. Municipi), наричани „зони на децентрализация“ до 2016 г.
Организацията е създадена през 1997 г., но е въведена през 1999 г. и реформирана през 2016 г., като преди това градът е бил разделен на 20 административни зони.

## Общински съвет
Всеки район има орган на местно самоуправление, наречен Consiglio di Municipio (Съвет на района). Той се състои от 41 членове в районите с над 100 000 жители и от 31 членове в по-малките райони Всеки район има свой председател.
Въпреки плануваните през 1997 г. редица права и функции на районните съвети на практика днес те остават с малко отговорности. Някои от действителните им функции са следните:
- изразяване на мнение за градски и социални проблеми, като обществени проекти, градоустройство, опазване на зелени площи, устройство на уличните пазари (тези мнения не са определящи за по-високото ниво на градското управление);
- управление на парични средства (ако има такива), предвидени от градската управа за конкретни цели, като например да се гарантира правото на образование за бедните семейства.

След административната реформа от 2016 г. районните съвети отговарят за функционирането на повечето местни услуги, като училища, социални грижи, събиране на отпадъци, поддръжка на пътища, паркове, библиотеки и местна търговия.
Към 5 юни 2016 г.  председатели на 9-те района са:
| Район | Председател              | Партия | Гласове | %    | Кметските мнозинство | Кметските мнозинство |
| ----- | ------------------------ | ------ | ------- | ---- | -------------------- | -------------------- |
| 1     | Фабио Луиджи Аригони     | ДП     | 18,081  | 45.2 | +                    |                      |
| 2     | Самуеле Писина           | ЛН     | 23,318  | 43.2 |                      |                      |
| 3     | Катерина Антола          | ДП     | 25,956  | 43.7 | +                    |                      |
| 4     | Паоло Баси               | ЛН     | 25,380  | 41.6 |                      |                      |
| 5     | Алесандро Брамати        | НЦД    | 19,695  | 41.0 |                      |                      |
| 6     | Санто Минити             | ДП     | 24,743  | 41.7 | +                    |                      |
| 7     | Марко Бестети            | ФИ     | 28,856  | 42.2 |                      |                      |
| 8     | Симоне Дзамбели          | ИЛ     | 30,517  | 42.6 | +                    |                      |
| 9     | Джузепе Антонио Лардиери | ФИ     | 27,637  | 40.9 |                      |                      |

## Райони на Милано
С изключение на Район 1 (която съответства на историческия център на града и се определя като частта от града, която е заобиколена от старата Испанска стена, днес до голяма степен съборена), районите са организирани като слънчеви лъчи и номерирани от северизток по посока на часовниковата стрелка (вж. фигурата по-горе). Освен номера си всеки район също така има и официално име, обикновено съставено от основните ѝ райони.
Кварталите (на итал. quartieri) в града са неофициални административни единици.
| Район No | Название                                                          | Площ (km²) | Население (2014) | Гъстота (жители/km²) | Квартали |
| -------- | ----------------------------------------------------------------- | ---------- | ---------------- | -------------------- | --- |
| 1        | Исторически център                                                | 9.67       | 96,315           | 11,074               | Дуомо, Брера, Джардини Порта Венеция, Гуастала, Маджента-Сан Виторе, парк „Семпионе“, Виджентина (бул. Беатриче д'Есте), Тичинезе, Пагано и Сарпи. |
| 2        | Централна гара, Горла, Туро, Греко, Крешендзаго                   | 12.58      | 153.109          | 13,031               | Централна гара-Мост Севезо, Горла-Прекото, Адриано, Падова-Туро-Крешенджаго, Изола, Мачакини-Маджолина, Греко-Сеняно и Лорето-Казорето-Ноло. |
| 3        | Порта Венеция, Студентски град, Ламбрате                          | 14.23      | 141 229          | 10,785               | Студентски град (Читà Студи), Ламбрате: квартали Чимиано, Ротоле-Квартал Фелтре, Буенос Айрес-Порта Венеция-Порта Монфорте, Студентски град, Ламбрате-Ортика, Лорето и Парк Форланини-Кавриано.                                                                                 |
| 4        | Порта Витория, Порта Романа, Форланини, Монлуè, Рогоредо          | 20.95      | 156.369          | 8069                 | Корсика, XXII Марцо, Умрия-Молизе-Калваирате, Ортомеркато, Талиедо-Морсенкио-Форланини, Монлу-Мост Лабро, Триулцо Супериоре, Рогоредо-Санта Джулия, Лоди-Корвето и Порта Романа                                                                                                 |
| 5        | Порта Тичинезе, Порта Лудовика, Виджентино, Киаравале, Гратосольо | 29.87      | 123 779          | 4487                 | Порта Виджентина-Порта Лудовика, Скало Романа, Киаравале, Моривионе, Виджентинп, Фатима, Куинтосоле, Ронкето деле Ране, Гратосольо, Мисиля-Тераце, Квартал Стадера, Квартал Киеза Роса-Торета, Конка Фалата, Тибалди, Парк Абацие, Парк Навили и Канталупа.                     |
| 6        | Барона, Лорентеджо                                                | 18.28      | 149 000          | 8998                 | Тичинезе-Конкета, Монкуко-Сан Кристофоро, Барона, Канталупа, Ронкето сул Навильо-Лодовико ил Моло, Джамбелино, Порта Дженова, Банде Нере, Лорентеджо, Парк Навили и Вашингтон                                                                                                   |
| 7        | Баджо, Де Анджели, Сан Сиро                                       | 31.34      | 170 814          | 6093                 | Порта Маджента, Муджано, Баджо-Квартал Олми-Квартал Валсезия, Форце Армате, Сан Сиро, Де Анджели-Монте Роза, Стадион-Хиподрум, Куарто Каниньо, Куинто Романо, Фиджино и Пагано                                                                                                  |
| 8        | Порта Волта, Милански панаир, Галаратезе, Куарто Оджаро           | 23.72      | 181 669          | 8326                 | Тре Тори, Трено, Гаратезе-Сан Леонардо-Лампуняно, QT8, Лото-Милански панаир, Портело, Пагано, Сарпи, Кизолфа, Вилипицоне-Каньола-Болдинаско, Маджоре-Музоко-Чертоза, Кашина Мерлата, MIND-Кашина Триулца, Розерио, Стивънсън, Куарто Оджаро-Виалба-Музоко и Парк „Градска гора“ |
| 9        | Комазина, Афори, Порта Нуова, Нигуарда, Бовиза, Фулвио Тести      | 21.12      | 181 598          | 9204                 | Порта Гарибалди-Порта Нуова, Изола, Нигуарда, Ка' Гранда-Прато Чентенаро-Фулвио Тести, Бикока, Бовиза, Фарини, Дергано, Афори, Бовизаска, Комазина, Бруцано, Парк Север, Мачакини-Маджолина и Греко                                                                             |
| Total    |                                                                   | 181.76     | 1 353 882        | 8164                 | |